# Thiacidas pacifica
Trisula pacifica là một loài bướm đêm trong họ Noctuidae.